# Dongfeng DF6
Dongfeng Rich — среднеразмерный пикап, выпускаемый компанией DongFeng с 1999 года на базе Nissan Navara. С 2022 года автомобиль продаётся в России под названием Dongfeng DF6.

## Первое поколение
Первое поколение автомобилей Dongfeng Rich выпускалось с 1999 по 2014 год на базе Nissan D22. На их базе также выпускались внедорожники.

Автомобили оснащались бензиновыми двигателями Nissan ZG (объём 2,4 л, мощность 139 л. с., крутящий момент 217 Н·м), которые сочетались в паре с пятиступенчатой механической трансмиссией, и дизельными двигателями Nissan ZD (объём 2,5 л, мощность 140 л. с., крутящий момент 305 Н·м), которые сочетались в паре с шестиступенчатой автоматической трансмиссией.
- Внедорожник Dongfeng Rich
- Рестайлинг передней части
- Рестайлинг задней части
- Dongfeng Rich

## Второе поколение
Второе поколение автомобилей Dongfeng Rich выпускается с декабря 2014 года с рестайлингом в 2018 и 2021 годах. С сентября 2017 года автомобили выпускаются компанией Peugeot под названием Peugeot Pick-Up для ЮАР.
- Dongfeng Rich II
- Вид спереди
- Вид сзади
- Рестайлинг 2018
- Рестайлинг 2018
- Рестайлинг 2021
- Рестайлинг 2021
- Интерьер

## Rich 6
Dongfeng Rich 6 запущен в производство в 2017 году на базе третьего поколения Nissan Navara с рестайлингом передней части. На его базе выпускается электромобиль с аккумулятором ёмкостью 68 кВт·ч и электродвигателем мощностью 120 кВт и крутящим моментом 420 Н·м. Внедорожник получил индекс Palazzo.
- Dongfeng Rich 6
- Dongfeng Palazzo
- Dongfeng Palazzo

## Rich 7
Dongfeng Rich 7 выпускается с июня 2022 года. Представляет собой рестайлинг Dongfeng Rich 6. Автомобиль оснащён 2,3-литровым дизельным двигателем M9T мощностью 166 л. с. и крутящим моментом 420 Н·м. Двигатель сочетается в паре с восьмиступенчатой автоматической трансмиссией.
- Вид спереди
- Вид сзади

## Dongfeng DF6
С 2022 года автомобиль Dongfeng Rich 6 продаётся в России под индексом DF6. Его длина составляет 5310 мм. Буксировка прицепов не предусмотрена.
Автомобиль оснащается 2,5-литровым дизельным двигателем Nissan ZD, который сочетается в паре с пятиступенчатой механической или же семиступенчатой автоматической трансмиссией. Компоновка полноприводная. В комплектацию входят 16-дюймовые диски, гидроусилитель руля и задние барабанные тормоза.
Продаётся в комплектациях Comfort, Luxury и Premium. Сборка организована компанией Моторинвест.